# Eptatretus multidens
Eptatretus multidens  is een soort uit de familie der slijmprikken (Myxinidae).